# 和硕站
和硕站，位于中华人民共和国新疆维吾尔自治区巴音郭楞蒙古自治州和硕县，是南疆铁路吐库二线上的火车站，2015年2月1日客运业务开通、2016年8月22日货运业务开通，由乌鲁木齐铁路局库尔勒车务段管辖。

## 車站周邊
- 吐和高速公路

## 歷史
- 2015年2月1日客运业务开通。
- 2016年8月22日货运业务开通。

## 外部連結
- 中国铁路客户服务中心（页面存档备份，存于）